# Antonio Pacchioni
Antonio Pacchioni (Reggio Emilia, 24 giugno 1664 – Roma, 5 novembre 1726) è stato un anatomista e medico italiano. Condusse studi sulla struttura delle meningi, descrivendo per primo le piccole formazioni nodulari che sporgono sulla superficie dell'aracnoide, attraverso le quali avviene in parte il riassorbimento del liquido cefalorachidiano.

## Biografia

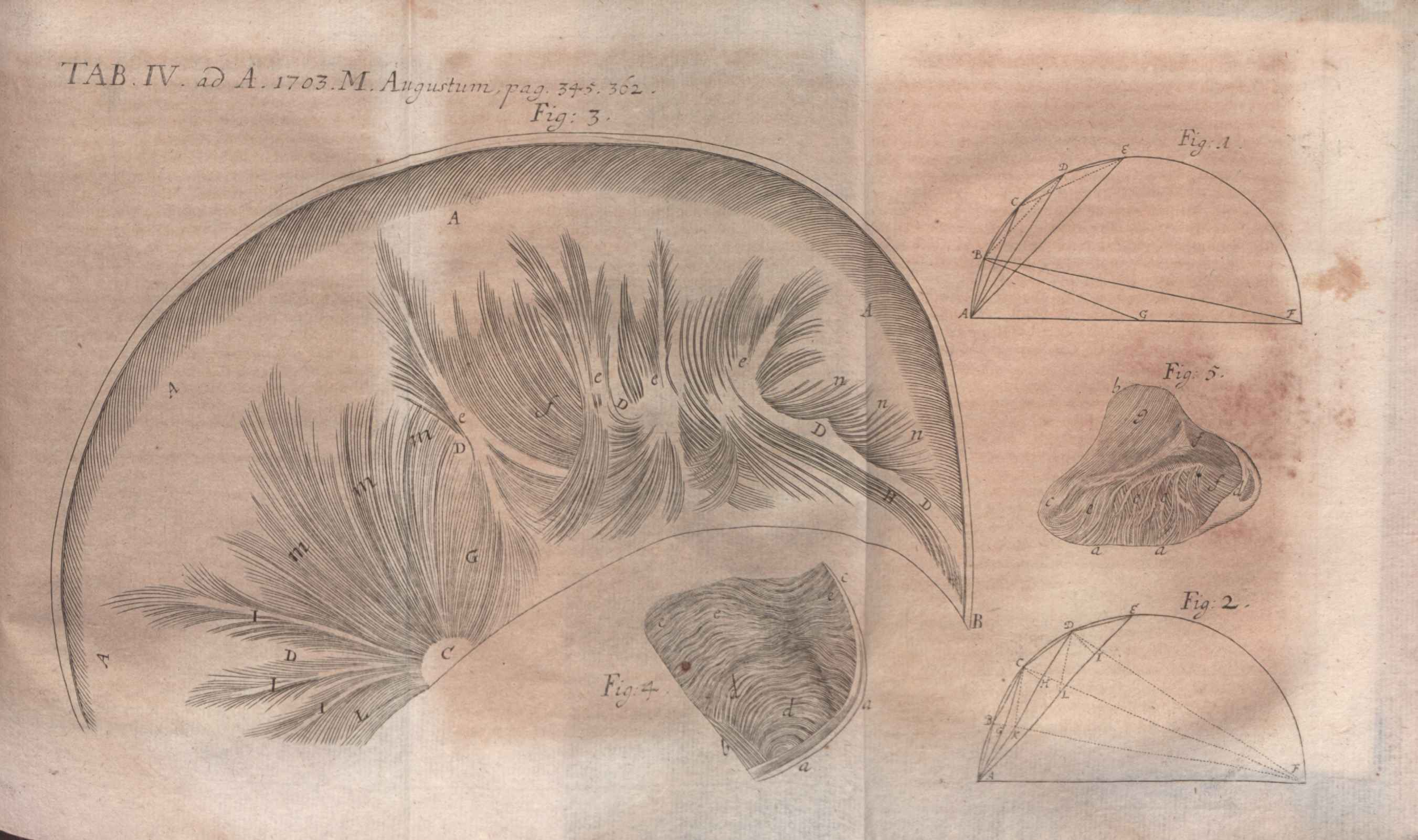
Illustrazione alla recensione de Disquisitio anatomicae de durae meningis... pubblicata sugli Acta Eruditorum del 1703

Nato a Reggio Emilia il 13 giugno 1665, Pacchioni compì gli studi umanistici nella sua città natale, poi si recò a Roma, dove si dedicò agli studi medici e particolarmente all'anatomia e più tardi divenne allievo di Marcello Malpighi al quale fu poi legato da profonda amicizia.
Dal 1690 al 1693 fu assistente dell'Ospedale di Santa Maria della Consolazione, poi esercitò per alcuni anni la pratica medica a Tivoli, ma nel 1702 tornò a Roma. Grande amico di Giovanni Maria Lancisi, divenne medico dell'Ospedale di S. Giovanni in Laterano e medico primario dell'ospedale della Consolazione.
Si occupò particolarmente dell'anatomia della dura madre e delle sue funzioni. Secondo Pacchioni la dura dovrebbe essere considerata come un tessuto muscolare avente un'oscillazione che serve a spingere il fluido nervoso alla periferia. Nel suo libro Dissertatio epistolaris de glandulis conglobatis durae meningis humanae (Roma 1705) e in un suo contributo alle Effemeridi dell'Accademia Cesarea Leopoldina descrisse le granulazioni aracnoidali che portano il suo nome. A lui si deve pure la descrizione dell'incisura nella tenda del cervelletto. Un'edizione delle sue opere complete fu pubblicata a Roma nel 1741.

## Bibliografia

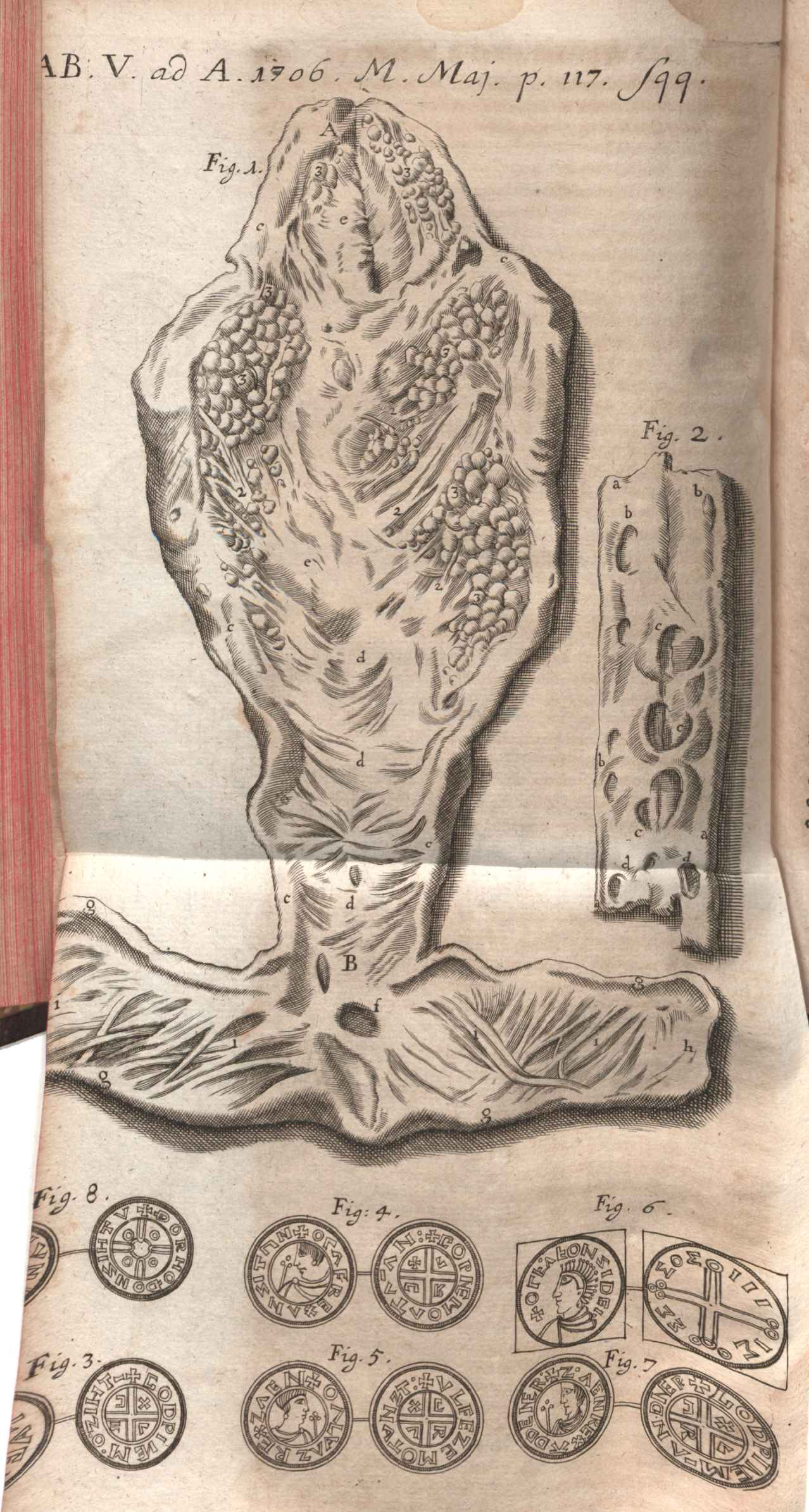
Illustrazione alla recensione de Dissertatio epistolaris de Glandulis... pubblicata sugli Acta Eruditorum del 1706